# БМО Стедіум
«Бенк оф Каліфорнія Стедіум» (англ. Banc of California Stadium) — футбольний стадіон в Лос-Анджелесі, Каліфорнія, США, домашня арена ФК «Лос-Анджелес».